# Adamsville (Ohio)
Adamsville és una població al comtat de Muskingum a l'estat d'Ohio. En el Cens de 2010 tenia 114 habitants i una densitat poblacional de 830,48 persones per km².

## Geografia
Adamsville està situada en les coordenades 40° 4′ 8″ N 81° 52′ 58″ O. Segons l'Oficina del Cens dels Estats Units, Adamsville té una superfície total de 0,14 km², la qual 0,14 km² corresponen a terra ferma i (0%) 0 km² és aigua.

## Demografia
Segons el cens de 2.010,4 hi havia 114 persones residint a Adamsville. La densitat de població era de 830,48 hab./km². Dels 114 habitants, Adamsville estava compost pel 99,12% blancs, el 0% eren afroamericans, el 0% eren amerindis, el 0% eren asiàtics, el 0% eren illencs del Pacífic, el 0% eren d'altres races i el 0,88% pertanyien a dues o més races. Del total de la població el 0% eren hispans o llatins de qualsevol raça.